# Haldorus bifasciatus
Haldorus bifasciatus är en insektsart som beskrevs av Henry Fairfield Osborn 1923. Haldorus bifasciatus ingår i släktet Haldorus och familjen dvärgstritar. Inga underarter finns listade i Catalogue of Life.